# Palacio de la Quinta Meiggs
El Palacio de la Quinta Meiggs, también conocido como Palacio Meiggs, fue una casona, ubicada en avenida Libertador General Bernardo O'Higgins de Santiago de Chile, entre las calles República y avenida España, perteneciendo al selecto grupo de palacios que fueron construidos en la capital chilena durante la segunda mitad del siglo XIX. Su primer dueño fue Henry Meiggs, un empresario norteamericano que encargó el diseño del inmueble al arquitecto de origen inglés Jesse L. Wetmore, cuya obra fue pionera en poblar un barrio que años más tarde sería uno de los más exclusivos de la capital. Fue demolido hacia 1941 para dar paso a la construcción del barrio Virginia Opazo.

## Historia

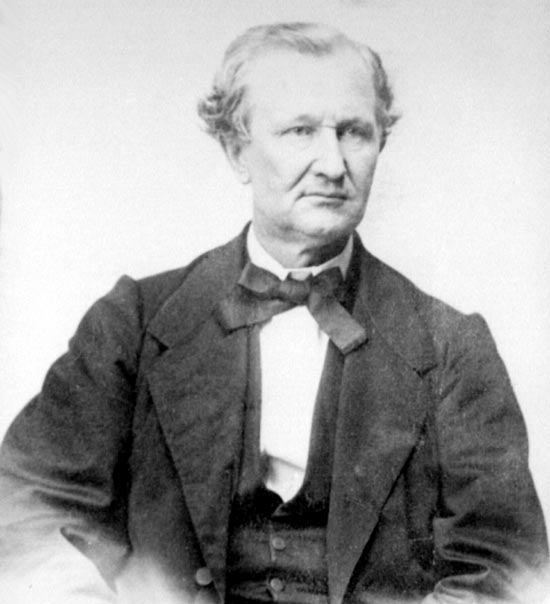
Henry Meiggs

Su primer dueño, luego de una carrera comercial llena de altibajos en Estados Unidos, Henry Meiggs se traslada a Chile para probar suerte. Es en este territorio donde realiza obras de vital importancia para el Estado en el ámbito ferroviario. Estos trabajos le permiten tener la solvencia necesaria para realizar la construcción de edificaciones sumamente lujosas para la época. La más importante de dichas propiedades, es el Palacio de la Quinta Meiggs tanto por lo que significó para la élite de la época, como por su valor arquitectónico. Pedro Pablo Figueroa, en su Diccionario biográfico de extranjeros en Chile, describe la obra de Meiggs como un sujeto que «al par que construía líneas férreas, edificó en Santiago, hermosas casas-palacios, de recreo y elegante arquitectura, enseñando a la sociedad chilena vivir en casas higiénicas y de la más fastuosa comodidad.» Se comenta que movido por el anhelo de recordar las tierras estadounidenses, en el año 1864, el Sr. Meiggs mandó edificar el Palacio de verano en lo que en ese momento era la periferia del Santiago del siglo XIX. La nueva casa debía ser lujosa y confortable. Encargó a Estados Unidos maderas exóticas, que acá aún no se empleaban en construcción. Gastó más de 200 mil pesos oro en caobas y pinos, y otros tantos cientos de miles en mármoles y granitos.

## Arquitectura y materialidad

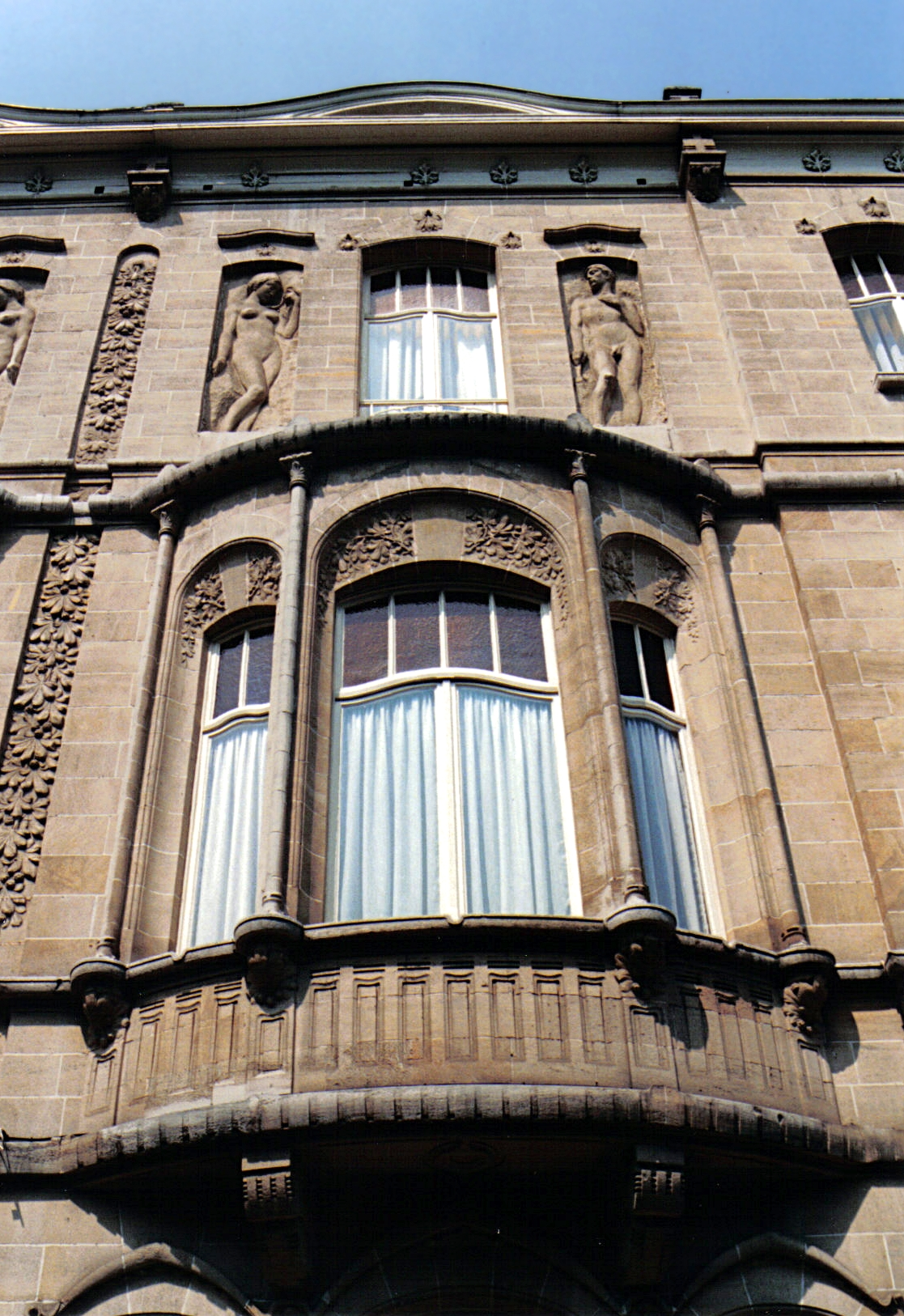
Ejemplo de bow window como el utilizado en el palacio.

El arquitecto Wetmore creó una planta, donde un vestíbulo circular organizaba la casa uniendo cuatro pabellones, con un piso zócalo para los servicios y la caldera; un primer nivel donde se distribuían los salones, un piso superior para los dormitorios, y un altillo destinado al servicio. La enorme construcción de líneas clásicas y altos techos era coronada por una torre central con cúpula rebajada.
El edificio en términos estilísticos era una sobria construcción de líneas clásicas, ligada al Estilo georgiano. La fachada principal presentaba una extensa terraza con una fuente de agua de fierro forjado al centro; que se abría a un pórtico elevado, delimitado por una fina balaustrada, que sustentaban grandes columnas jónicas de mármol.  Al centro, un arco de medio punto resguardaba la enorme puerta principal, de dos hojas y tallada íntegramente en caoba. El primer nivel tenía altos ventanales de dintel recto, y cada esquina era rematada por grandes ventanales a modo de bow window. 
El piso superior presentaba ventanas con frontones triangulares y celosías, mientras que el tercer nivel era un alto techo a dos aguas, con pequeñas ventanas de remate. Al centro una enorme torre, con interminables ventanales de medio punto, culminaba en una cúpula con aguja.

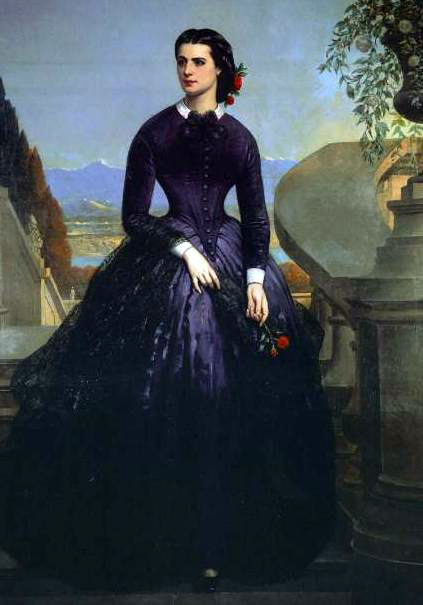
Isidora Goyenechea, empresaria chilena y posterior dueña del Palacio de la Quinta Meiggs.

Hacia el interior, se ingresaba por una enorme puerta de doble hoja, tallada en caoba, de más de cuatro metros de altura. Un corredor con rica boiserie desembocaba en una hermosa rotonda, un hall circular, amplio y claro, que recibía luz cenital de las ventanas de la inmensa torre, que dejaba relucir el pavimento de fino mármol de colores, que formaba una estrella. Distintas puertas de caoba con pesados frontones tallados, se distribuían en los muros, y hacia el sur se podía ver la escalinata central, ricamente tallada y que se elevaba en forma de espiral hacia los altos de la gran cúpula.
Las puertas conducían por medio de pequeños corredores a los distintos salones, nombrados según su colorido: el Salón Rojo, el Azul, el Blanco, el enmaderado en Abeto, el de mármol rosado. Además había un gran escritorio, un suntuoso Comedor, y la Sala de Música. Circundando el hall circular, dos escaleras de servicio llevaban a los pisos superiores y al piso zócalo, donde se encontraba la cocina, dependencias y la gran caldera, que nutría a la casa de calefacción central, primer sistema que funcionó en el país.
En el segundo nivel se encontraban los dormitorios, donde se apreciaban finos empapelados y originales decoraciones en cada habitación. Además instaló diversos baños, un lujo para la época; también un sistema de tubos que permitía conectar y hablar con todos los dormitorios, y timbres para llamar a la servidumbre; de tan buena factura que funcionaban aún en 1937. El tercer nivel era un amplio altillo, destinado a habitaciones de servicio.
Los jardines de la casa fueron en un principio un parque de grandes dimensiones que tenía en su interior senderos, árboles exóticos, esculturas y fuentes de agua. En 1872, luego de la muerte de Meiggs, el territorio de la Quinta es loteado, consecuencia de ello, se abren las avenidas República y España. La siguiente propietaria de la Quinta Meiggs, Isidora Goyenechea, contrata a John Drummond, un conocido paisajista inglés, para restaurar los jardines del palacio.

## Vida social
En 1866, Henry Meiggs inauguró su mansión con un baile de fantasía que contó con más de 500 invitados, entre los que destacaban personajes de relevancia histórica como Benjamín Vicuña Mackenna, quien incluso escribió una reseña de su experiencia en dicha fiesta. Tiempo más tarde, y con la llegada de su siguiente propietario, el Barón de Riviere, se hacen nuevas remodelaciones en el palacio: Cambió los empapelados de los salones por finas sedas, el piso por parquet de primer orden, y los cielos por suntuosos artesonados tallados a mano. Alhajó las salas con pomposo mobiliario, donde su mujer Mme. Arnous de Riviere, ofrecía enormes fiestas, bailes, recepciones y pick nicks, a las que acudía presurosa, toda la sociedad santiaguina. Sin embargo, la guerra franco-prusiana apremia a sus propietarios franceses, a hacer un cambio en sus prioridades debiendo abandonar la Quinta que fue cerrada por algunos años. Luego de esto, fue ocupada nuevamente por la legación mexicana a principios del 1900. El embajador Covarrubias tenía una hermosa esposa francesa - Rosa Lefort -, que junto a sus hijas llenó de belleza y distinción al incipiente barrio república. Famosas eran por organizar estupendos corsos primaverales, que partían desde Alameda hacia el Parque Cousiño, y regresaban a la Quinta Meiggs; culminando la noche en célebres bailes y comidas.

## Otras propiedades de Meiggs

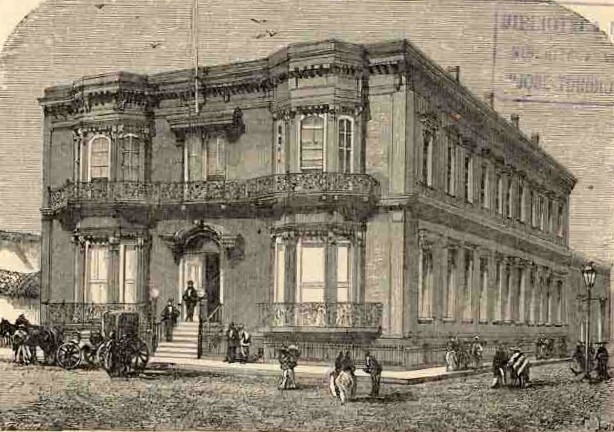
Palacio Meiggs. Alameda, esquina Lord Cochrane.

Meiggs, además del Palacio de la Quinta Meiggs, poseía una propiedad que fue edificada con anterioridad, a la cual también se le llama Palacio Meiggs, y que fue diseñada por el mismo arquitecto. Este palacio estaba ubicado en la Alameda, en la intersección con calle Lord Cochrane. Era una residencia al más puro estilo bostoniano, con grandes ventanas a modo de bow window, escalinatas de mármol, altas escalas de madera, pisos de fino parqué y salones empapelados con gran lujo. Pero sus ansias de recordar la vieja California, hicieron que adquiriera un extenso paño en las afueras del Santiago decimonónico, muy cerca de la Estación Central, donde erigió al centro de la quinta un espléndido palacete de verano. Muchos eran los mitos de esta casa, se decía que como un puente mecano, cada pieza fue traída de Estados Unidos y ensamblada acá; o que poseía un sistema de rieles que movían la casa para aprovechar la luz del sol.
Seguramente, por el alcance en los nombres, y por el lujo que comparten ambas propiedades, cuando llega el momento de recopilar información respecto a los palacios de Meiggs, no existe en todas las publicaciones en línea una clara distinción entre ambos. En este contexto, suele suceder que se llama Palacio Meiggs al Palacio de la Quinta Meiggs, ya que fue este último el que más popularidad tuvo debido al alcance de los eventos donde se reunía la élite de la época, y a su espléndida arquitectura que sobresale en relación con la propiedad que construyó primero.[cita requerida]